# Pogoń Lwów
Pogoń Lwów je nekadašnji poljski nogometni klub iz grada Lavova, a danas je klub poljske manjine u Ukrajini.
Djelovao je do okupacije Poljske 1939. godine.

## Uspjesi
Prvak Poljske
- Pobjednik (4): 1922., 1923., 1925., 1926.

## Predsjednici
| - 1907. – 1909.: Eugeniusz Piasecki - 1909. – 1910.: Jan Lubicz-Woytkowski - 1910. – 1914.: Stanisław Miziewicz - 1914. – 1921.: Rudolf Wacek - 1921. – 1923.: Ludwik Koziebrodzki - 1923. – 1925.: Tadeusz Kuchar - 1925. – 1926.: Michał Parylak - 1926. – 1933.: Włodzimierz Dzieduszyński - 1933. – 1935.: Ludwik Lepiarz - 1935. – 1936.: Romuald Klimow - 1936. – 1937.: Kazimierz Prostassowicz - 1937. – 1938.: Eugeniusz Ślepecki - 1938. – 1939.: Jerzy Kozicki - 2009. – danas: Marek Horbań |

## Poznati igrači
- Spirydion Albański
- Józef Baran-Bilewski
- Mieczysław Batsch
- Franciszek Bauer
- Antoni Borowski
- Stanisław Deutschmann
- Bronisław Fichtel
- Józef Garbień
- Franciszek Giebartowski
- Karol Hanke
- Karol Kossok
- Wacław Kuchar
- Edmund Majowski
- Edmund Marion
- Michał Matyas
- Mieczysław Matyas
- Władysław Olearczyk
- Ludwik Schneider
- Józef Słonecki
- Marian Steifer ("Turek")
- Stefan Sumara
- Ludwik Szabakiewicz
- Jan Wasiewicz
- Adolf Zimmer

## Vanjske poveznice
- Pogoń Lwów -- Službena stranica